# Casa di Andrea del Sarto

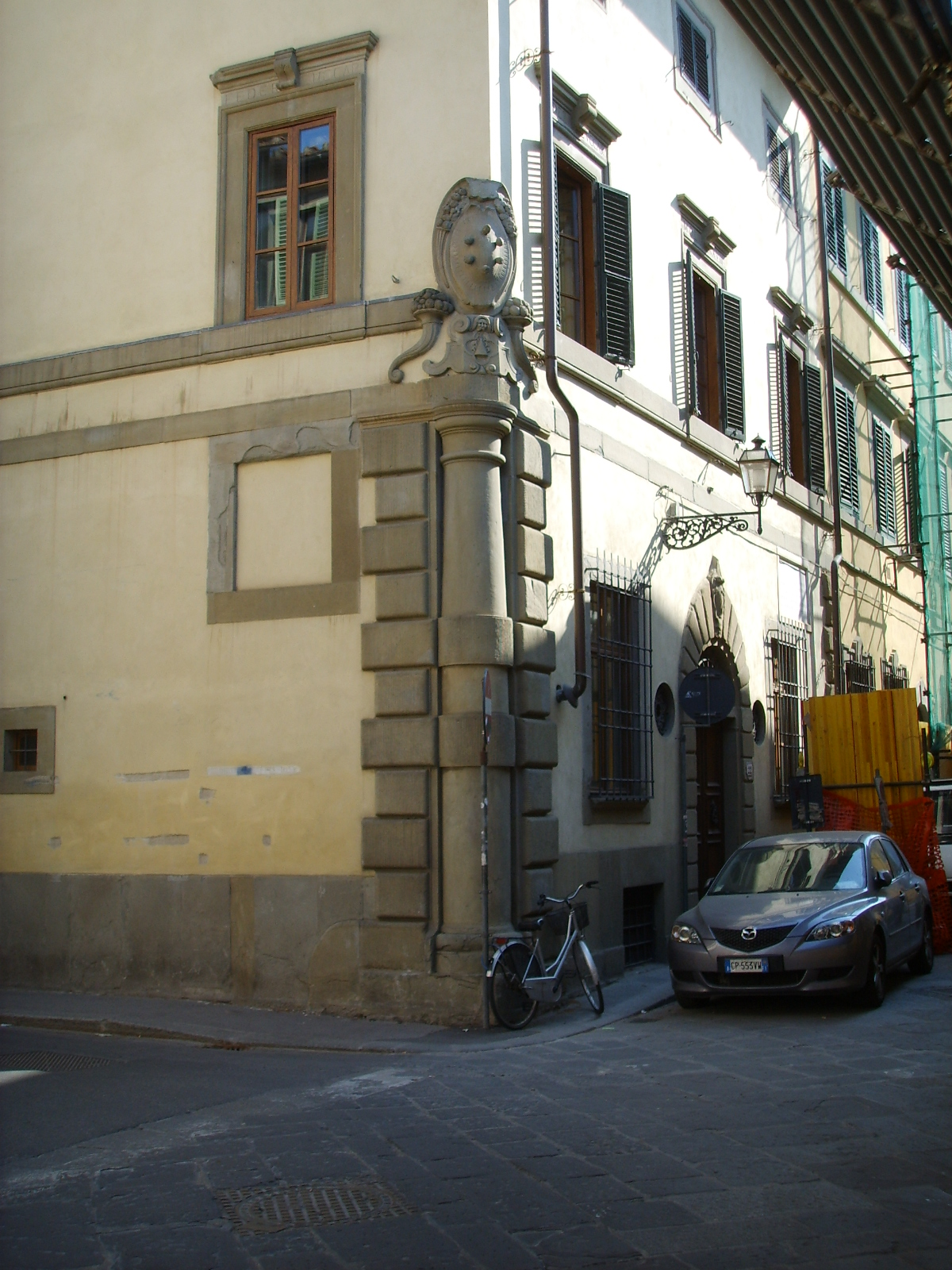
Vista de esquina da Casa di Andrea del Sarto.

A Casa di Andrea del Sarto, também conhecida como Casa Zuccari, é a antiga residência de Andrea del Sarto e situava-se, à época, entre a Via del Mandorlo (hoje Via Giuseppe Giusti) e a Via dell'Orto dei Servi (hoje Via Gino Capponi), em Florença. Foi aqui que aquele pintor, entre os mais estimados do século XVI florentino, habitou depois do seu regresso de França (1520), quando, entre outras coisas, terminava um ciclo de afrescos monócromos começado em 1507 no pouco distante Chiostro dello Scalzo.

## História e arquitectura
A casa, que está assinalada por uma placa na Via Giusti (onde se cita Vasari, que chamava a Andrea "o pintor sem erros"), tem as janelas emolduradas em pietra serena e, por outro lado, é caracterizada por uma coluna no mesmo material encaixada na esquina entre as duas ruas, encimada por um pequeno brasão dos Zuccari e um grande brasão dos Médici. 
O duplo brasão deve-se à aquisição do edifício, em 1577, por parte do pintor Federico Zuccari, que o usou como habitação durante a sua permanência em Floença para afrescar a cúpula de Santa Maria del Fiore, antes iniciada por Giorgio Vasari. Depois de ter herdado a oficina do irmão Taddeo, Zuccari era um dos pintores mais em voga naquele período e recebia encomendas de toda a Europa; consciente do confronto com a herança dos grandes mestres florentinos, quis provavelmente promover a sua imagem quando mandou iniciar os trabalhos para construir contiguamente, além do jardim interno e da fachada na actual Via Giusti, um palacete para usar como oficina, hoje chamado de Palazzo Zuccari.

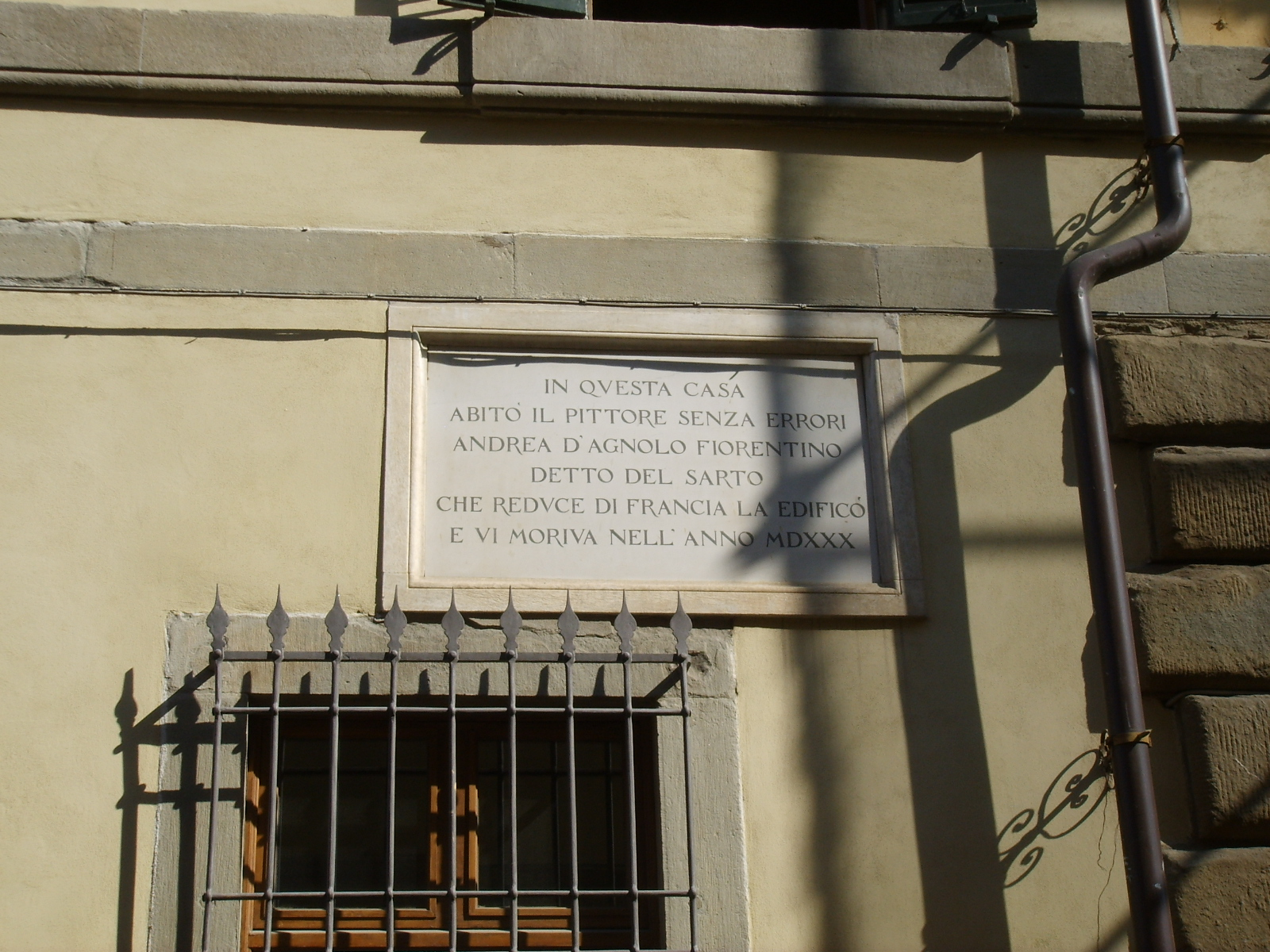
Detalhe da fachada com placa.

Nesta parte mais antiga, Zuccari manteve a sua habitação privada, ainda que o programa decorativo de afrescos demonstre a sua modernidade e o desejo de dar impulso à sua própria notoriedade. Inicialmente deviam estar previstos afrescos em toda a casa, como o pintor fez no Palazzetto Zuccari, o seu palácio em Roma, mas a prematura partida de Florença (1579) deixou o complexo incompleto.
No piso térreo, um salão afrescado, acessível através dum vestíbulo de colunas, foi projectado como sala para as recepções voltada para o jardim. As dimensões limitadas do ambiente são compensadas pela pintura ilusionística, que pretende ampliar o espaço. Os temas representados estão ligados ao tempo, aos ciclos da natureza e ao zodíaco, tudo dominado ao centro do tecto pelo deus Chronos. Nas lunetas, o pintor representou quatro cenas ligadas a cada uma das estações: no Inverno, o próprio artista aparece entre as personagens duma cena doméstica. 
A propriedade só foi cedida em 1602, quando Zuccari já estava a residir em Roma de forma estável; adquiriu-a  Giovan Battista Paggi, que ali mandou executar, depois, um outro afresco no piso superior, exactamente sobre a sala "paar recepções". O edifíco teve várias mudanças de proprietário e hospedou artistas outras vezes: entre os últimos, contam-se Baldassare Franceschini, dito Il Volterrano, e Carlo Dolci.
Desde 1987, os dois edifícios pertencem à Associação dos Amigos do Kunsthistorisches Institut, depois duma doação feita pelo Deutsche Bank, que também financiou, com outros patrocinadores, uma série de restauros entre 1988 e 2001.
No século XVI, esta zona era habitada por muitos artistas devido à sua proximidade com a Academia das Artes do Desenho, então situada na Basilica della Santissima Annunziata junto da capela de São Lucas. Além do já citado Zuccari, viveram nesta zona Pontormo, Perugino, os irmãos Giuliano e Antonio da Sangallo (no Palazzo Ximenes da Sangallo) e Giambologna (no Palazzo Quaratesi), entre outros.